# Famille Le Gonidec
La famille Le Gonidec est une famille subsistante de la noblesse française, d'ancienne extraction, originaire de Bretagne.

## Histoire
La famille Le Gonidec est une famille de la noblesse bretonne d'ancienne extraction sur preuves de 1410.
L'Armorial de Bretagne de 1681 en donne la description suivante : " GONIDEC : Kerbizien en Tréguier, Keruiziou en Plouegat, Chatelaudren, Toulborzou en Plesidy et autres, d'argent à trois bandes d'azur " 
Les différentes branches de cette famille ont pour auteur commun Olivier Le Gonidec, écuyer, marié vers l'an 1500 à Gilette de Coëtrieux, dont : 
- François Le Gonidec, écuyer, seigneur de Kergarf en Goudelin, marié à Gilette Visledou, auteur des seigneurs de Kergarf, de Toulborzo et de Traissan.
- Pierre Le Gonidec, écuyer, seigneur de Pennelan en Saint-Fiacre, auteur des seigneurs de Kerhalic et de Penlan.

Guillaume Le Gonidec, seigneur de Kergarf en Gourmelin et de Toulborzo en Plésidy, et Bertrand Le Gonidec, seigneur de Kerhalic et de Penlan, furent maintenus  noble  d'extraction en Bretagne le 28 novembre 1670.

## Filiation

### Branche de Traissan
- Benjamin Le Gonidec, écuyer, seigneur de Toulborzo, en Plésidy, épouse en 1642 Françoise Jégou (née en 1611), fille d'Olivier Jégou, seigneur de Kervillio[3].
  - Guillaume Le Gonidec, écuyer, seigneur des mêmes lieux, maintenu noble d'extraction en Bretagne le 28 novembre 1670[3].
    - Mathurin Joseph Le Gonidec, seigneur de Traissan et de Toulborzo, gouverneur de Tréguier, épouse en 1697 Françoise de Kercabin[3].
      - Olivier Joseph Le Gonidec (1702-1755), seigneur des mêmes lieux, conseiller au Parlement de Bretagne en 1732, épouse en 1747 Madeleine de La Bigottière de Perchambault (1714-1820)[3].
        - Armand Mériadec Le Gonidec, seigneur des mêmes lieux, épouse Marie Charlotte de Morant (1759-1794), fille de Thomas Charles de Morant [3], dont postérité.

### Branche de Kerhalic
- Bertrand Le Gonidec, écuyer, seigneur de Kerhalic en Goudelin et de Penlan en Saint-Fiacre (Côtes-d'Armor), né en 1637, épouse Marie Le Toux du Vieuxchastel[3], dont :
  - Marie Olive Le Gonidec, épouse Le Bahezre de Lanlay
  - Jean Jacques Le Gonidec de Kerhalic (1670-1733), épouse Jeanne Nicolon du Plantys.
    - Louis Vincent Le Gonidec de Kerhalic (1696-1732), épouse Jeanne Guillemette Chassin (1700-1724).
      - Jean Pierre Le Gonidec de Kerhalic (1724-1789), cornette au régiment d'Orléans cavalerie, épouse Anne Guillemette Damar de La Motte.
        - Jean-Olivier Le Gonidec de Kerhalic (1756-1830), épouse Marie Gabrielle Perrine Garnier des Garennes, dont postérité.

## Personnalités
- Olivier Joseph Le Gonidec (1702-1732), seigneur de Traissan et de Toulborzo, conseiller au parlement de Bretagne en 1731, marié le 5 août 1747 à Madeleine-Marie-Agathe-Renée de La Bigottière de Perchambault.
- Joseph-Julien Le Gonidec de Kerdaniel (1763 - 1844), membre du Tribunat, procureur général de la Cour d'appel de Rome, conseiller à la Cour de cassation.
- Constantin-Guy Le Gonidec de Penlan (1764 - 1855), officier à l'armée des émigrés, député de l'Orne de 1820 à 1827.
- Jean François Le Gonidec de Kerdaniel (1775 - 1838), grammairien et linguiste de la langue bretonne, premier unificateur de l'orthographe de la langue bretonne.
- Joseph Frédéric Eugène Le Gonidec de Kervaniel (1804-1885), chevalier de la Légion d'Honneur, capitaine d'Etat major de la garde nationale[4].
- Olivier Le Gonidec de Traissan (1839 - 1912), zouave pontifical, député légitimiste d'Ille-et-Vilaine de 1876 à 1912.

## Châteaux et demeures
- Hôtel Le Gonidec de Traissan à Rennes
- Château de la Roche-Jagu
- Château du Rocher
- Château de la Robinais
- Château de Saint-Thurien
- Château des Aulnays-Gonidec
- Château de la Ménaudière

## Armes et devise
- D'argent à 3 bandes d'azur
- Devise : Fond d'argent n'est pas sans traverses
- Cri : Youl Doué (À la volonté de Dieu)

## Alliances
Les principales alliances de la famille sont : de Baud de Kermen, Bahezre de Lanlay, du Boisberranger, de Brévedent d'Hablon, de Coatgoureden, de Couasnon, de Courson, Espivent de La Villeboisnet, de La Bigne, Farcy de La Villedubois, , Geslin de Bourgogne, Gouyon de Beancorps, de Keremar, de Kergorlay, de Kersauson, de Keruzec, de La Bourdonnaye, de Laistre, de Langle, de La Poëze, de Larocque, de La Tour du Pin-Chambly-La Charce, Le Bouteiller, Legac de Lansalut, Le Mintier, de Leslay, de Lesquen, de Morant, de Parscau du Plessix, du Plessis d'Argentré, Plouays de Chantelou, de Quélen, de Sauvan d'Aramon, de Tarragon, Treton de Vaujuas-Langan.